# نزالة بني عمار
نزالة بني عمار (بالإنجليزية: N'ZALAT BNI AMAR)‏ هي جماعة قروية تابعة لعمالة مكناس ضمن جهة فاس مكناس. بلغ مجموع عدد سكان نزالة بني عمار  حسب إحصاءات 2004 حوالي 8.609 نسمة يعيشون في 1780 أسرة.

## دواوير الجماعة
1. اولاد يوسف
2. الصخيرات
3. العلامة
4. بني عمار
5. عزيب عيشة رحوا